# Базовский, Владимир Николаевич
Влади́мир Никола́евич Базо́вский (15 [28] июля 1917, Новозыбков, Черниговская губерния — 4 мая 1993, Москва) — советский партийный и государственный деятель, дипломат. Начальник Главного управления государственного таможенного контроля при Совете министров СССР (1986—1989).

## Биография
Русский. Первая работа – слесарь спичечной фабрики в г. Новозыбкове Брянской области (1932). В 1936 году окончил Борисовский индустриальный техникум. В 1935 году поступил на рабфак Ленинградский институт холодильной промышленности (ЛИХП), а после его окончания в 1937 году был принят в ЛИХП, который тогда не окончил из-за начавшейся войны (окончил его в 1947 году).
В 1941—1946 годах служил в Советской Армии (вступил в народное ополчение), с сентября 1941 участник Великой Отечественной войны. Воевал в 701-м стрелковом полку 44-й стрелковой дивизии на Ленинградском, затем Волховском фронтах, освобождал Новгород. Член ВКП(б) с 1942 года.
С 1946 года — инструктор, секретарь Фрунзенского районного комитета ВЛКСМ, заведующий отделом Фрунзенского районного комитета КПСС Ленинграда. С 1950 по 1953 год работал заместителем начальника по политчасти ленинградской футбольной команды «Динамо». С 1953 по 1957 год работал во Фрунзенском РК КПСС сначала третьим секретарём, а затем первым. С 1957 по 1960 год выполнял обязанности заведующего отделом организационно-партийной работы Ленинградского горкома КПСС.
- В 1960–1961 годах — инспектор ЦК КПСС.
- С 11 апреля 1961 по 4 мая 1972 года — первый секретарь Новгородского обкома КПСС. В период его работы в городе и области были построены объекты радиоэлектронной промышленности, заводы «Волна», «Ленинского комсомола», «Стекловолокно», трансформаторный, «ГАРО», телевизионный, первая очередь химкомбината, начал работать Новгородский Политехнический институт, предприятия стройиндустрии, два домостроительных комбината, предприятия по выпуску мебели, пищевой промышленности, бытового обслуживания, появились новые средние специальные заведения, гостиницы «Садко» и «Интурист», два кинотеатра, высокими темпами велось строительство жилья, ежегодно возводились новые школы, детские сады, культурно-спортивные объекты.
- С 4 мая 1972 по 8 мая 1979 года — чрезвычайный и полномочный посол СССР в Болгарии[1].
- В 1979–1982 годах — первый заместитель заведующего отделом ЦК КПСС.
- С 18 января 1982 по 9 июля 1985 года — чрезвычайный и полномочный посол СССР в Венгрии.
- В 1985–1986 годах — заместитель заведующего отделом ЦК КПСС.
- С 15 апреля 1986 по 16 июня 1989 года — начальник Главного управления государственного таможенного контроля при Совете министров СССР.

Кандидат в члены ЦК КПСС (1961—1976). Член ЦК КПСС (1976—1990). Депутат Верховного Совета СССР 6-8 созывов.
Чрезвычайный и полномочный посол (1972). Действительный государственный советник таможенной службы (1986).
С 1989 года — на пенсии.
Похоронен в Москве на Троекуровском кладбище.

## Награды и звания
Награждён двумя орденами Ленина, двумя орденами Трудового Красного Знамени, Отечественной войны 2-й степени, Красной Звезды, двумя орденами «Знак Почёта», а также Димитровской премией (Болгария) и орденом Дружбы и Мира (Венгрия).